# Čovječja ribica
Čovječja ribica (latinski: Proteus anguinus) je endemični vodozemac iz porodice glavašica i jedini predstavnik roda Proteus. Spada u razred vodozemaca (Amphibia) i red repaša (Caudata ili Urodela).

## Tjelesna građa
Tijelo je izduženo, nježno i jeguljasto; i odrasli imaju vanjske škrge (neotenija). Bezbojna je (nedostaje joj pigment), bijeložućkasto ili bijelocrvenkasto, boja joj potječe od površinskih kapilara. Pronađeni su i neki primjerci s tamnim pigmentom boje, što ukazuje na činjenicu da su vrlo rijetki pigmentirani primjerci došli u doticaj sa suncem, najvjerojatnije za obilnih kiša koje su ih iz podzemlja izbacile na površinu. 
Glava je velika, izdužena, zaobljene njuške (kruškolika); oči su isprva vidljive, a kasnije ih prekrije koža i izvana se jedva vide, a na okomito spljoštenom repu, koji je kraći od tijela, je kožna peraja; noge su malene s po 3 slabo razvijena prsta na prednjim nogama, a na stražnjim nogama nalaze se po dva prsta. Naraste od 23 – 25 cm, iako su zabilježeni i primjerci dugi 40 cm. Mužjaci su nešto manji od ženki.
Diše plućima i kožom ali čitav život zadržava i po tri vanjske čupave škrge koje se nalaze na obje strane glave. Kroz prozirnu kožu se naziru konture unutrašnjih organa, što uvelike olakšava određivanje spola kod odraslih jedinki.

## Rasprostranjenost
Čovječja ribica je endemična vrsta za područje Dinarida. Živi u podzemnim vodama dinarskog krškog reljefa Slovenije, Hrvatske, Bosne i Hercegovine te Crne Gore.
Stanovnik je podzemnih rijeka i jezera krškog dijela Dinarskog gorja. Kod nas je ima u Istri, Lici, uz rijeku Krku te uz rijeke Cetinu, Vrljiku, Maticu, Norin i Neretvu. Preferira mirne vode bogate kisikom i niske temperature koje variraju od 6 do 12 °C.

## Životni prostor i način života
Zadržava se u podzemnim vodama stalne temperature gdje se može brzo zakopati u mulj. Žive jako duboko pod zemljom, ali i blizu ulaza u špilje.  Na površini se nađe samo za vrijeme jakih kiša, kad je bujice izbace na svjetlo dana, no to za njih obično znači smrt. 
Jedini predatori za ovu vrstu su ribe.

## Prehrana
Hrani se vodenim račićima, crvolikim životinjama, ličinkama kukaca (uglavnom vodencvjetova i obalčara) i mekušcima. Nitko nije vidio razmnožavanje čovječje ribice u prirodi. Ostaje ličinka jer se ne može preobraziti u odraslu životinju pa se razmnožava u stanju ličinke (neotenija).

## Razmnožavanje
Mužjaci se za vrijeme parenja ponašaju vrlo teritorijalno i štite svoje područje od drugih mužjaka. Kada ženka uđe u takvo područje, započinje udvaranje. Mužjak prvo maše repom u smjeru ženkine glave. Zatim njuškom dotiče njenu kloaku. Sada ženka dotiče mužjakovu kloaku svojom njuškom, a potom ga slijedi desetak centimetara nakon čega mužjak ispušta svoje spermatofore. Sada par hoda zajedno sve dok ženka ne prihvati spermatofore svojom kloakom. Udvaranje se može ponoviti mnogo puta tokom nekoliko sati. Ženka odlazi s mužjakovog teritorija i nakon 2 – 3 dana polaže jaja, što čini sljedećih 25 dana, pri čemu položi i do 70 jaja pod kamen. Jaja su isprva velika 4 – 5 mm u promjeru, a mogu nabubriti do promjera 8 – 9 mm. Jaja se legu nakon 86 – 182 dana, ovisno o temperaturi vode. Ličinke su velike oko 2 cm. Na niskim temperaturama (nižima od 15 °C) ne odlaže jaja nego rađa žive mlade.
Kada se izlegne ličinka, ne dolazi do potpune preobrazbe jer ovdje susrećemo neoteniju, tj. odrasla jedinka nalikuje ličinki (zadržava vanjske škrge, repnu peraju i druge ličinačke karakteristike). Nažalost, sve do dana današnjeg nitko nije vidio razmnožavanje čovječje ribice u prirodi, sve što znamo uočeno je u zarobljeništvu.

## Endem
Čovječja ribica, kao endemična životinja Italije, Slovenije, Hrvatske, Crne Gore i Bosne i Hercegovine, trajno je zaštićena Zakonom o zaštiti prirode. Danas je nalazimo i u nekim špiljama u Francuskoj i Njemačkoj, gdje je u te špilje ovu životinju naknadno unio čovjek.

## Zakonska zaštita
Proteus anguinus je zaštićen Bernskom konvencijom (Appendix II, strogo zaštićena vrsta) i europskom direktivom o zaštiti staništa i vrsta (Annex II, IV). 
Na popisu je zaštićenih vrsta u Republici Hrvatskoj. Štiti ga Pravilnik o proglašavanju divljih svojti zaštićenim i strogo zaštićenim (NN 07/06), gdje je naznačen kao "strogo zaštićena svojta".
Čovječja ribica nalazi se na crvenoj listi faune u Bosni i Hercegovini.

## Vanjske poveznice
- http://www.biol.pmf.hr/e-skola/odgovori/odgovor230.htm  Arhivirana inačica izvorne stranice od 14. kolovoza 2007. (Wayback Machine)
- http://www.istrianet.org/istria/fauna/amphibians/proteus-amphibiaweb.htm%5Bneaktivna+poveznica%5D
- http://www.postojnska-jama.si/en/opj9_e.htm  Arhivirana inačica izvorne stranice od 17. veljače 2005. (Wayback Machine)
- http://www2.arnes.si/~ljjama4/proteus.htm  Arhivirana inačica izvorne stranice od 8. prosinca 2004. (Wayback Machine)

### Drugi projekti
|  | Zajednički poslužitelj ima stranicu o temi Čovječja ribica    |
|  | Zajednički poslužitelj ima još gradiva o temi Čovječja ribica |
|  | Wikivrste imaju podatke o taksonu Čovječjoj ribici            |